# The Third Courier
The Third Courier es un videojuego de 1989 desarrollado por Manley & Associates y publicado por Accolade para Amiga, Apple IIGS, Atari ST y DOS. Es un juego ambientado durante la Guerra Fría en Alemania.

## Jugabilidad
El jugador es un espía estadounidense y su misión es recuperar los planes de defensa robados de la OTAN.
Empieza en su apartamento, que contiene un ordenador, equipo de micrófonos y un contestador, además de objetos útiles como dinero y un pasaporte. Se utiliza una brújula en la pantalla para moverse, con símbolos que aparecen a la izquierda y a la derecha de la pantalla de estado para indicar cuando hay algo importante al oeste o al este de usted.
Tiene que explorar las calles de la ciudad con la ayuda de los taxis y la Autobahn. Hablar con gente importante y comprar objetos clave, y luego esconderse espiando a cualquiera que parezca sospechoso. Los encuentros con agentes enemigos, atracadores y vagabundos pueden volverse violentos; cuando lo hagan, use su arma rápidamente para asegurarse de que les disparen primero.

## Recepción
ACE revisó el juego en su edición de enero de 1990 y lo calificó como "una decepción", y en su edición de julio de 1990 le dio una calificación del 65% y comentó que "si crees que vivir en una sociedad oprimida es romántico y emocionante, probablemente mereces jugar este juego".
Dennis Owens revisó el juego para Computer Gaming World y comentó que "The Third Courier debería haber sido la sofisticada historia de superespías rock and roll que quiere ser (de hecho, su ficción es fuerte). y sus acertijos son complicados). En cambio, su mecánica lo hace incómodo y lento".
Zzap! revisó el juego en su edición de junio de 1990 y le otorgó una calificación general del 43%, y afirmó que "si explora Berlín, habla con borrachos y visita todos los establecimientos accesibles en cada calle en un esfuerzo por encontrar alguna que otra pista te parece divertido, bueno, te recomiendo este juego de rol de investigación. De lo contrario, olvídalo".
Amiga Action revisó el juego en su edición de julio de 1990 y le otorgó una calificación general del 62%, describiéndolo como un juego simplemente promedio.
John Scott de Games International dijo: "Me decepcionó: The Third Courier es un tipo de juego completamente diferente. Espero que este formato de juego atraiga a algunas personas. , ya que sigue reapareciendo en varias formas, pero no hace nada por mí, aparte de darme una necesidad abrumadora de ir a ver cómo se seca la pintura".

## Reseñas
- White Wolf #19 (Feb./Marzo de 1990).[7]
- ASM - Diciembre de 1989
- The Games Machine - Marzo de 1990